# Louise Nevelson
Louise Berliawsky Nevelson, (Pereiaslave, 23 de setembro de 1899 - Nova York, 17 de abril de 1988) foi uma escultora americana conhecida por suas peças de parede monumentais, monocromáticas, de madeira e esculturas ao ar livre..
Nascida na província de Poltava, no Império Russo (atual Oblast de Kiev, Ucrânia), ela emigrou com sua família para os Estados Unidos no início do século XX. Nevelson aprendeu inglês na escola, pois falava iídiche em casa.
No início da década de 1930, ela frequentou aulas de arte na Liga de estudantes de Arte de Nova York e, em 1941, fez sua primeira exposição individual. Aluna de Hans Hofmann e Chaim Gross, Nevelson experimentou inicialmente a arte conceitual usando Ready-made e se interessou por pintura e impressão antes de dedicar sua vida à escultura. Geralmente criadas em madeira, suas esculturas parecem quebra-cabeças, com várias peças intrincadamente cortadas colocadas em esculturas de parede ou peças independentes em pé, geralmente em 3-D. As esculturas são tipicamente pintadas em preto ou branco monocromático. Figura no cenário artístico internacional, Nevelson foi apresentada na 31ª Bienal de Veneza. Seu trabalho é visto em grandes coleções, em museus e corporações. Nevelson continua sendo uma das figuras mais importantes da escultura americana do século XX.

## Primeiros anos

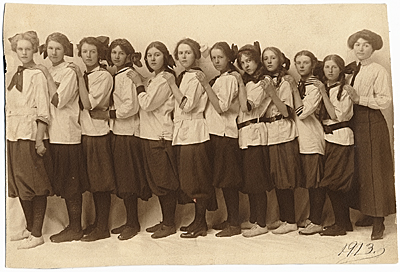
Nevelson (quarto da esquerda) posando para um retrato de classe com seus colegas de classe, 1913, fotógrafo não identificado. papéis de Louise Nevelson, Archives of American Art, Smithsonian Institution.

Louise Nevelson nasceu Leah Berliawsky em 1899 em Pereiaslave, Governorado de Poltava, Império Russo, filha de Minna Sadie e Isaac Berliawsky, um empreiteiro e comerciante de madeira. Embora a família vivesse confortavelmente, os parentes de Nevelson começaram a deixar o Império Russo para a América na década de 1880. Os Berliawskys tiveram que ficar para trás, pois Isaac, o irmão mais novo, teve que cuidar de seus pais. Ainda na Europa, Minna deu à luz dois dos irmãos de Nevelson: Nathan (nascido em 1898) e Anita (nascida em 1902). Com a morte de sua mãe, Isaac mudou-se para os Estados Unidos em 1902. Depois que ele viajou, Minna e as crianças se mudaram para a área de Kiev. De acordo com a tradição familiar, a jovem Nevelson estava tão desamparada com a partida de seu pai que ficou muda por seis meses.